# SFM
SFM is een historisch merk van motorfietsen uit Polen. SFM staat voor: Szczecinska Fabryka Motociklova, Szczecin (Stettin). De fabrikant bouwde van 1956 tot 1964 viertakt-motorfietsen, waaronder die van het merk Junak, en dat in tegenstelling tot de meeste Oost-Europese fabrieken in die periode.